# یک قدم تا بهشت
یک قدم تا بهشت فیلمی به کارگردانی نصرت‌الله وحدت و نویسندگی عزیزالله بهادری محصول سال ۱۳۴۵ است.

## خلاصه داستان
مادری بی‌پناه و مأیوس، کودکش را سر راه می‌گذارد.

## بازیگران
- نصرت‌الله وحدت
- پوری بنایی
- همایون
- غلامحسین بهمنیار
- علی میری
- یوری
- سونیا
- میرمحمد تجدد
- صفاپور
- محمدرضا رفیعی